# 大日山35号墳
大日山35号墳（だいにちやまさんじゅうごごうふん）は、和歌山県和歌山市岩橋・井辺にある古墳。形状は前方後円墳。岩橋千塚古墳群（国の特別史跡、うち大日山地区）を構成する古墳の1つ。出土品は国の重要文化財に指定されている。

## 概要
| 古墳名       | 形状         | 規模       | 埋葬施設          | 築造時期    |
| ------------ | ------------ | ---------- | ----------------- | ----------- |
| 花山8号墳    | 帆立貝形古墳 | 墳丘長52m  | 粘土床            | 4c末        |
| 花山10号墳   | 前方後円墳   | 墳丘長44m  | 粘土槨 竪穴式石室 | 5c前半      |
| 花山6号墳    | 前方後円墳   | 墳丘長60m  | 横穴式石室        | 5c末        |
| 大谷山22号墳 | 前方後円墳   | 墳丘長68m  | 岩橋型横穴式石室  | 6c前半      |
| 大日山35号墳 | 前方後円墳   | 墳丘長86m  | 岩橋型横穴式石室  | 6c前半      |
| 天王塚古墳   | 前方後円墳   | 墳丘長88m  | 岩橋型横穴式石室  | 6c中葉      |
| 寺内57号墳   | 円墳         | 直径35-40m | 岩橋型横穴式石室  | 6c後半      |
| 井辺1号墳    | 方墳         | 一辺35m    | 岩橋型横穴式石室  | 6c末-7c初頭 |

和歌山県北西部、紀の川河口部の和歌山平野の岩橋山塊に営造された岩橋千塚古墳群のうち、西端の山塊最高峰の大日山（標高141メートル）山頂に築造された古墳である。これまでに2003-2005年度（平成15-17年度）等に発掘調査が実施されている。
墳形は前方後円形で、墳丘主軸を南北方向として前方部を南方向に向ける。墳丘は盾形の基壇上に2段築成で築造される。墳丘長は約86メートル（基壇を含めた総長は約105メートル）を測り、和歌山県内では有数の規模になる。墳丘表面では円筒埴輪列が認められるほか、左右くびれ部には造出を有する。両造出では全面的調査が実施されており、多様な形象埴輪が出土している。埋葬施設は後円部における横穴式石室で、西方向に開口する。岩橋千塚古墳群に特徴的な岩橋型横穴式石室の初期例で、玄室に石棚・石梁を伴う。石室内からは副葬品多数と須恵器（MT15-TK10型式）が出土している。
築造時期は、古墳時代後期の6世紀前半頃と推定される。岩橋千塚古墳群では最大級の古墳であり、豊富な副葬品・形象埴輪の出土から、岩橋千塚古墳群を営んだ首長層の実態を明らかにするうえで重要視される古墳になる。
古墳域は国の特別史跡「岩橋千塚古墳群」のうちに指定され、出土埴輪群・須恵器群は2016年（平成28年）に国の重要文化財に指定された。現在は史跡整備のうえで公開されている。

## 遺跡歴
- 1931年（昭和6年）7月31日、岩橋千塚古墳群が国の史跡に指定[5]。
- 1932年（昭和7年）刊行の『和歌山県史蹟名勝天然記念物調査会報告第十二輯』に「大日ノ古墳」として報告（当時以前から石室開口）[3]。
- 1952年（昭和27年）3月29日、岩橋千塚古墳群が国の特別史跡に指定[5]。
- 昭和30年代までに墳丘が大きく改変[2]。
- 1963年-1966年（昭和38-41年）、岩橋千塚古墳群の調査。大日山35号墳についても測量調査・石室実測調査（和歌山市教育委員会・関西大学）[2]。
- 1989年（平成元年）、石室内安置の石仏を石室外に移動[3]。
- 2003年-2005年度（平成15-17年度）、発掘調査（和歌山県教育委員会）[2][3]。
  - 墳丘調査：2013年に報告書刊行。
  - 石室調査：2015年に報告書刊行。
- 2016年（平成28年）8月17日、出土品が国の重要文化財に指定[6]。

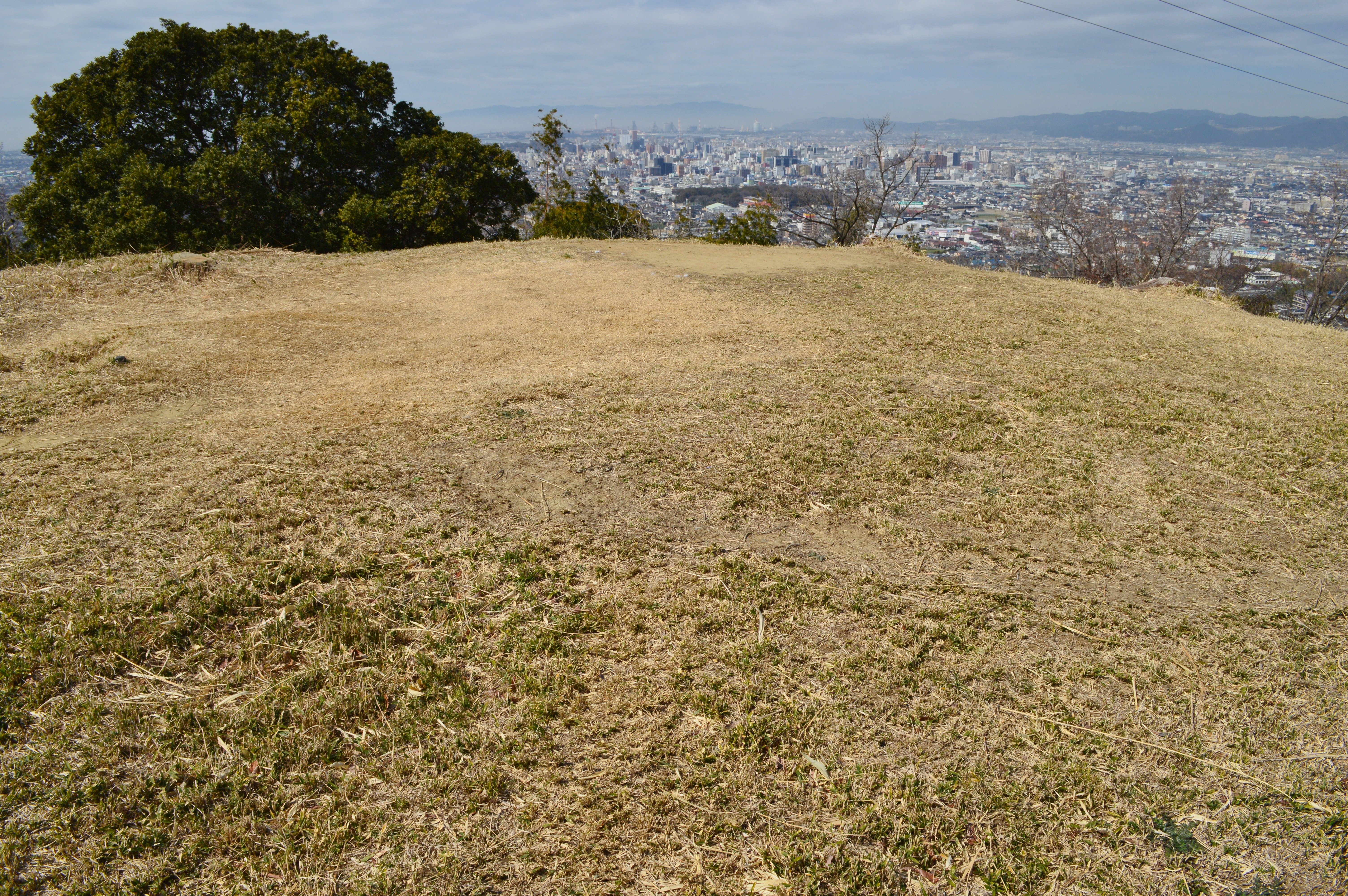
後円部墳頂
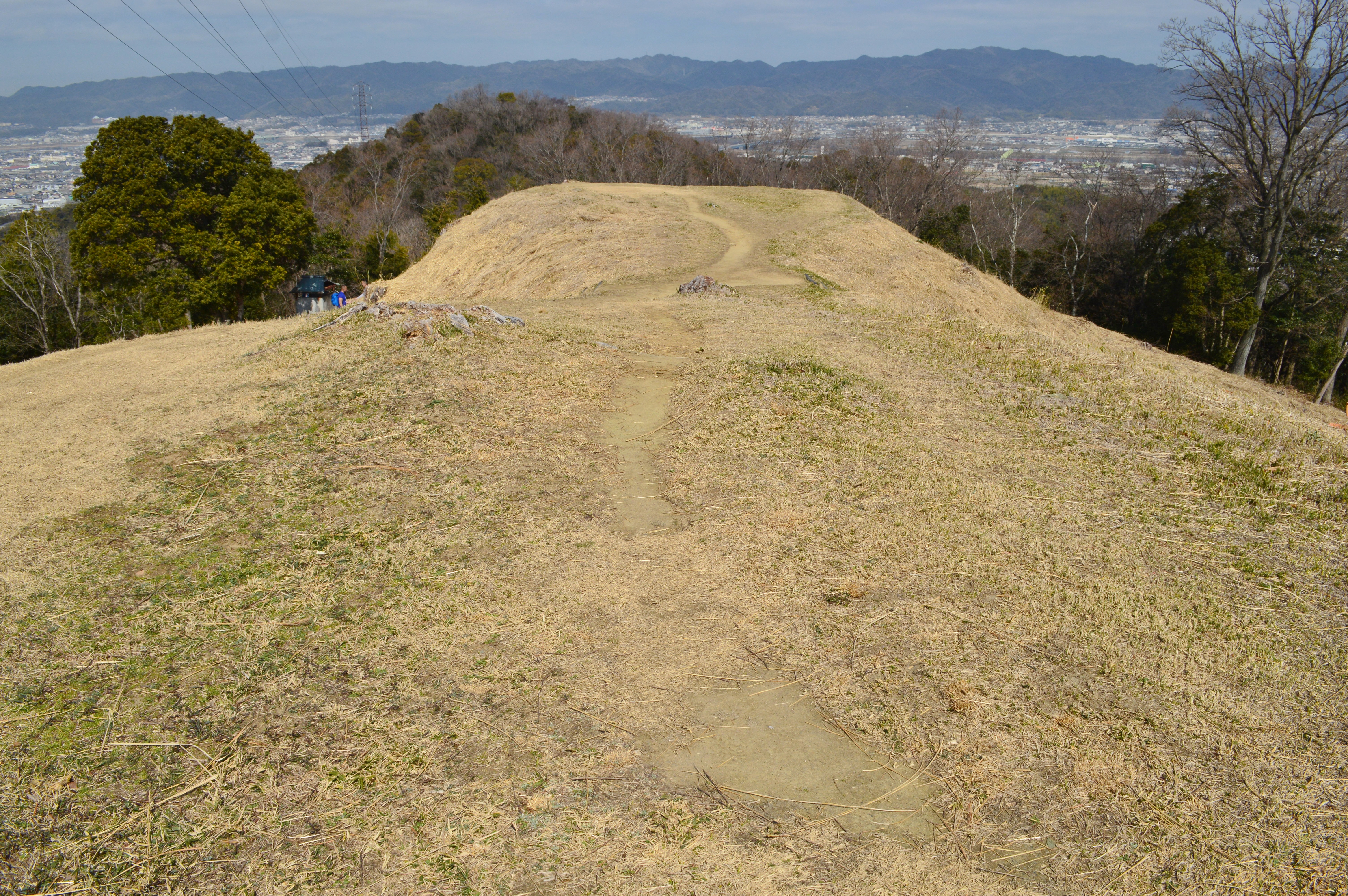
前方部から後円部を望む
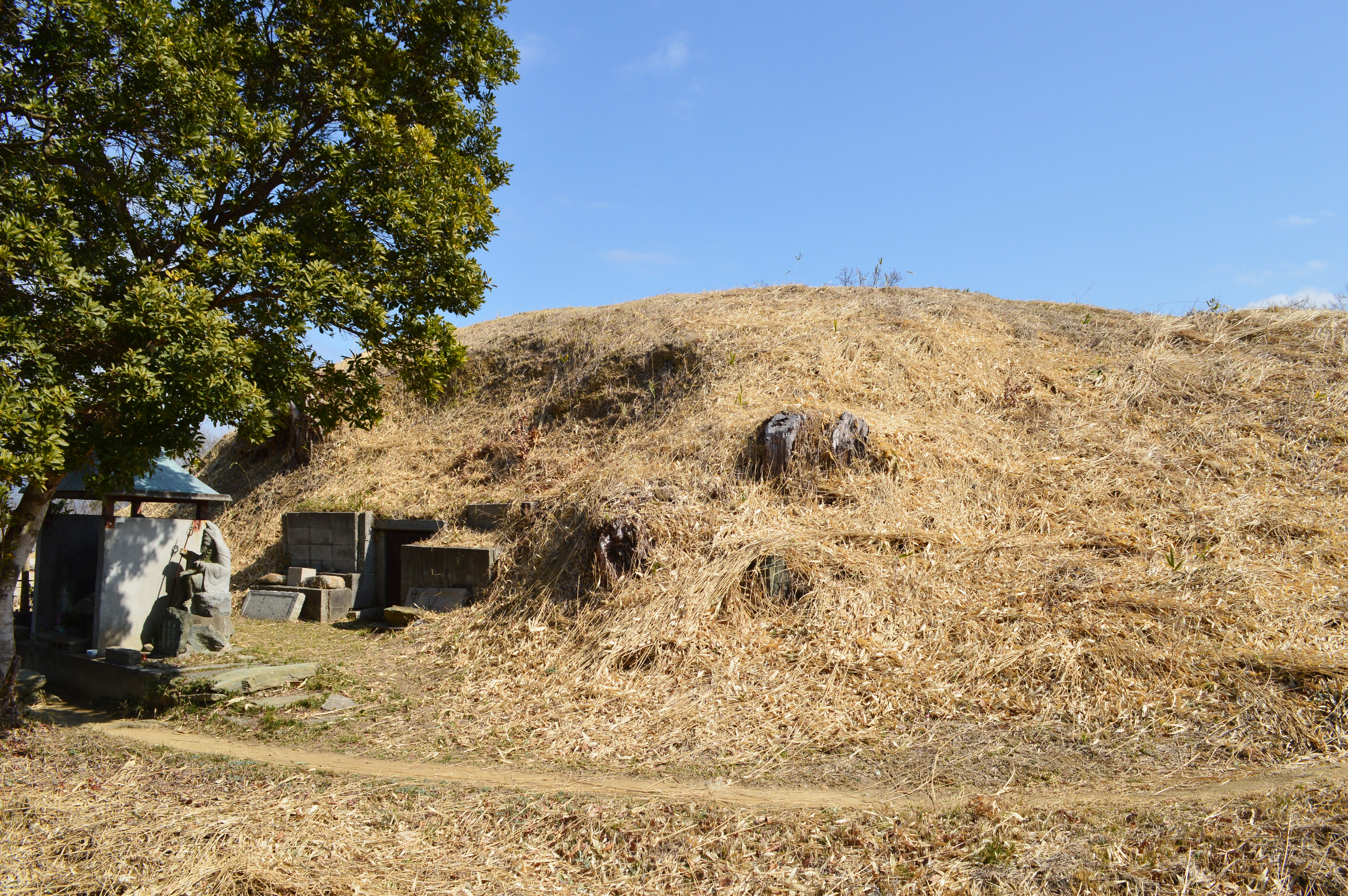
後円部墳丘 左に石仏祠、中央に石室開口部。
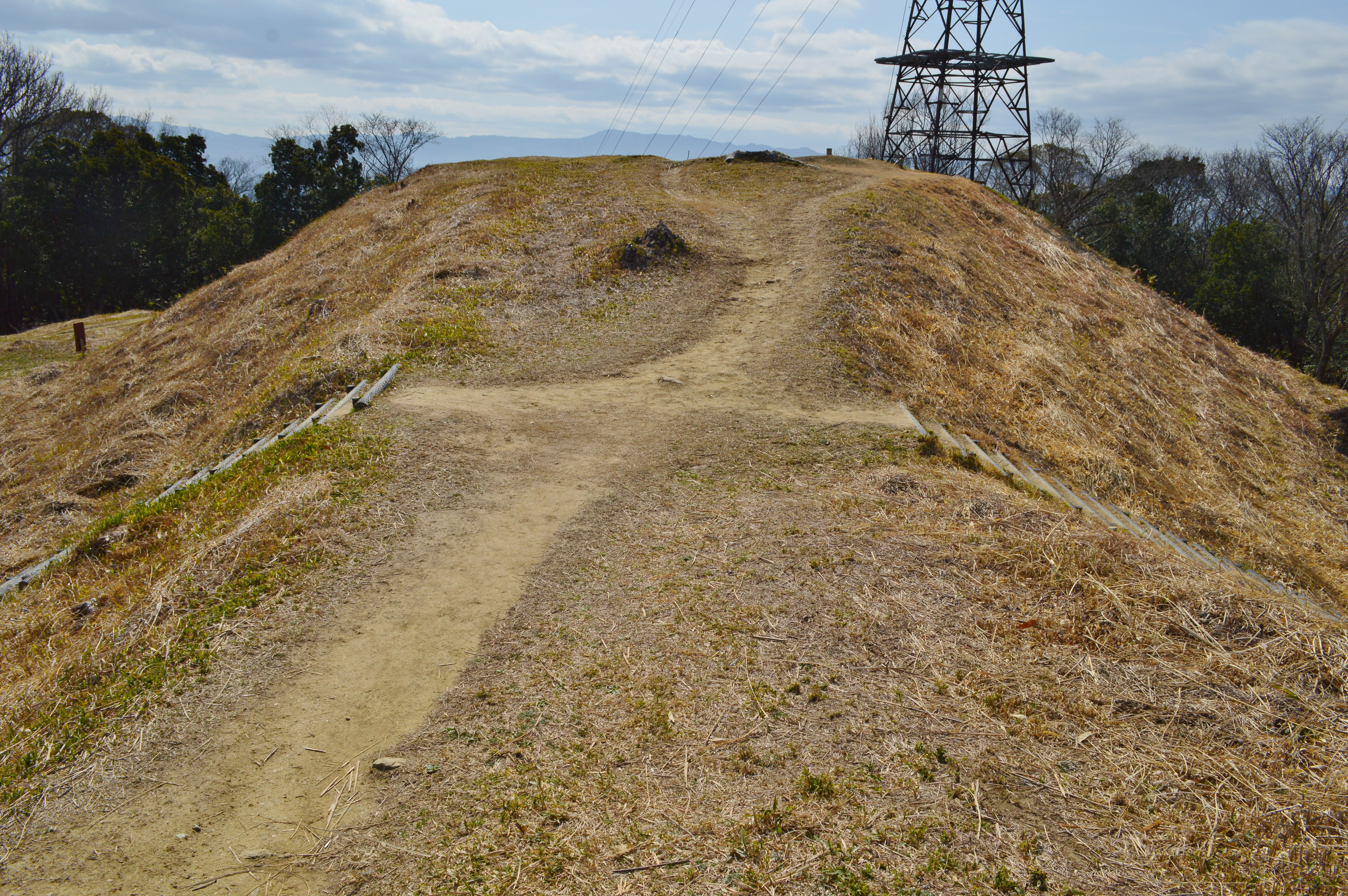
後円部から前方部を望む
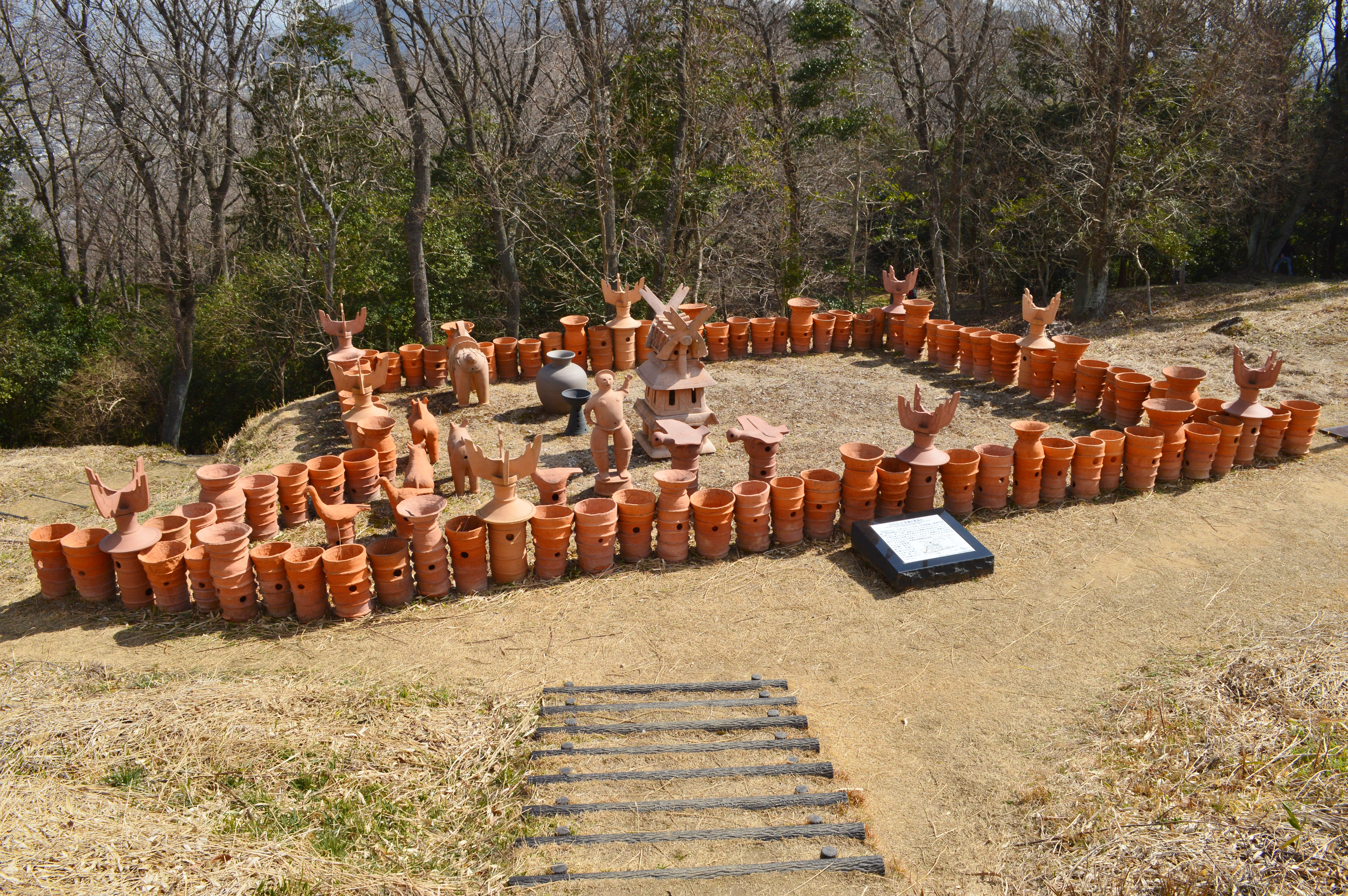
東造出 造出上に復元埴輪群。
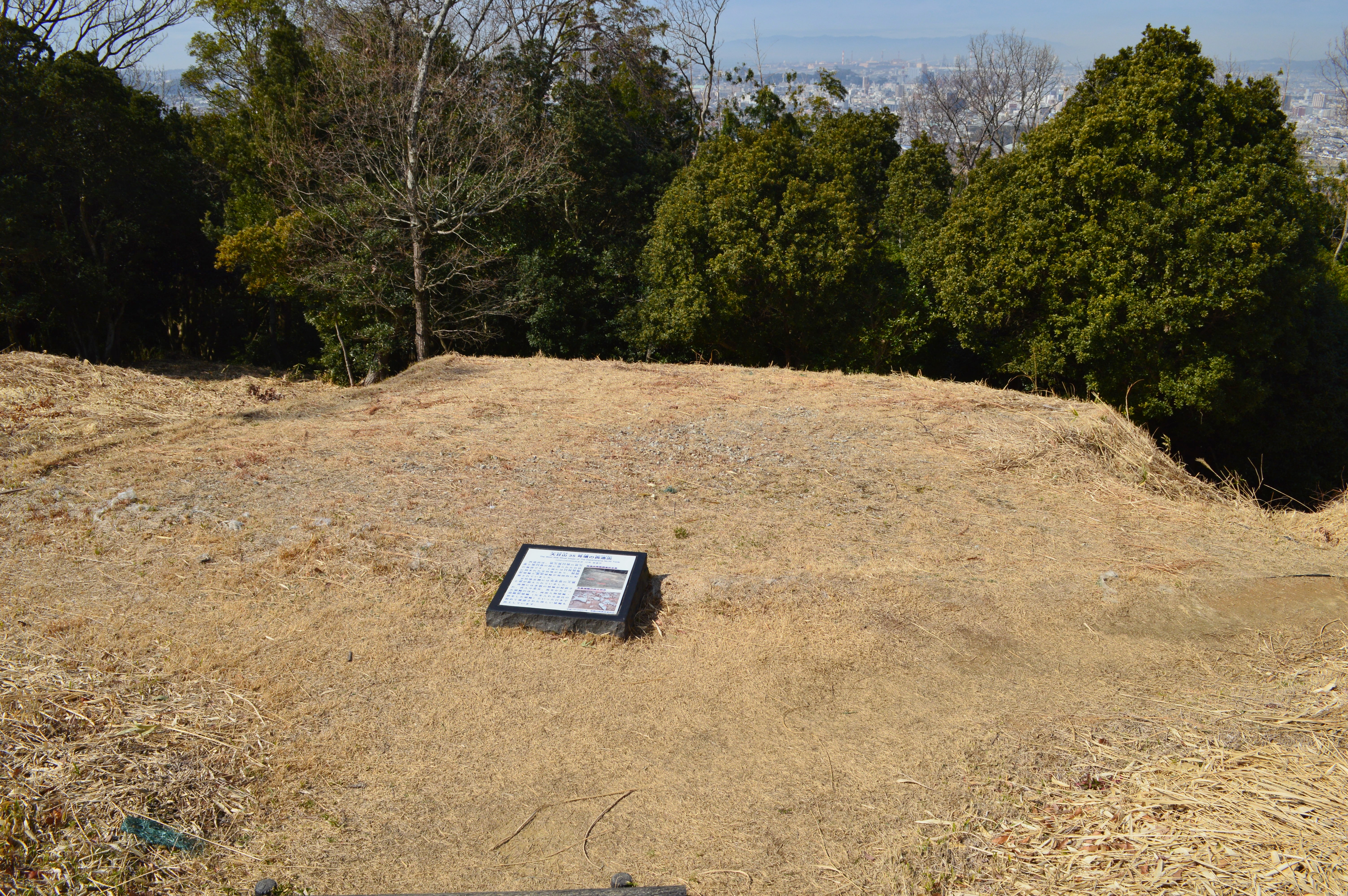
西造出

## 埋葬施設
埋葬施設は後円部における両袖式（右片袖傾向）の横穴式石室で、墳丘主軸と直交して西方向に開口する。石室の規模は次の通り。
- 玄室：長さ4.33メートル、奥壁幅2.42メートル、右袖部0.96メートル、左袖部0.44メートル、玄門幅0.84メートル、高さ2.85メートル
- 玄室前道（通廊）：幅1.36メートル
- 羨道：左側壁残存長さ2.96メートル、右側壁残存長さ2.9メートル（いずれも本来の長さは不明）

石室は結晶片岩の板石を小口積みで持ち送ることによって構築される。玄室には石棚（1箇所2枚）および石梁1本を伴い、岩橋千塚古墳群で特徴的な岩橋型横穴式石室になるが、その中でも初期に位置づけられる。玄室・羨道の床面はほぼ同じ高さで、玄室床面には玉石が敷かれ、床面下部に排水溝も認められる。石室内からは多くの副葬品が出土している。

## 出土品
| 翼を広げた鳥形埴輪左は和歌山県立紀伊風土記の丘展示、右は九州国立博物館特別展示時に撮影。 |  | 翼を広げた鳥形埴輪左は和歌山県立紀伊風土記の丘展示、右は九州国立博物館特別展示時に撮影。 |
| 翼を広げた鳥形埴輪左は和歌山県立紀伊風土記の丘展示、右は九州国立博物館特別展示時に撮影。 |  |                                                                                          |

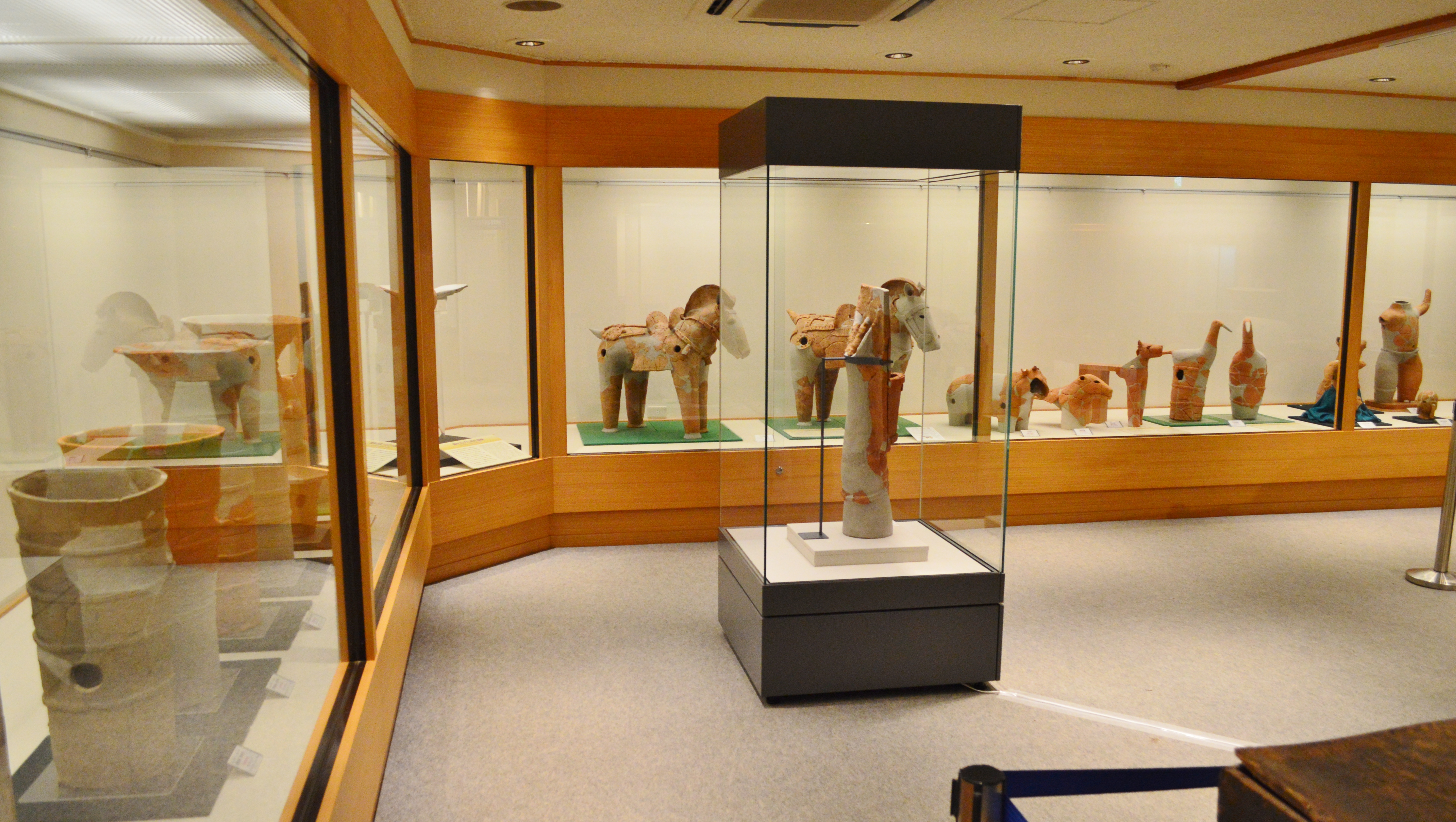
出土埴輪群（国の重要文化財）和歌山県立紀伊風土記の丘展示。

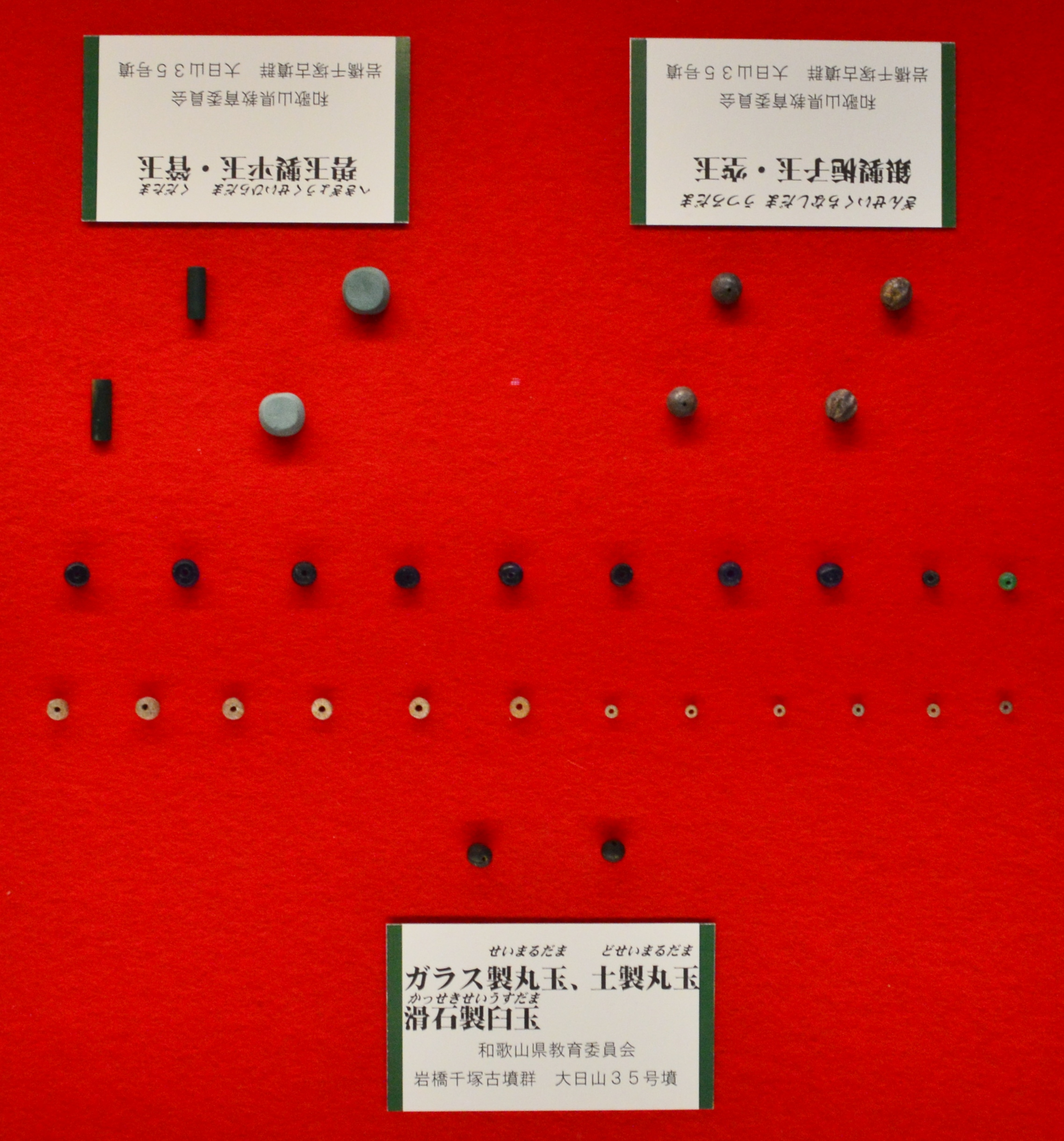
石室内副葬品和歌山県立紀伊風土記の丘展示。

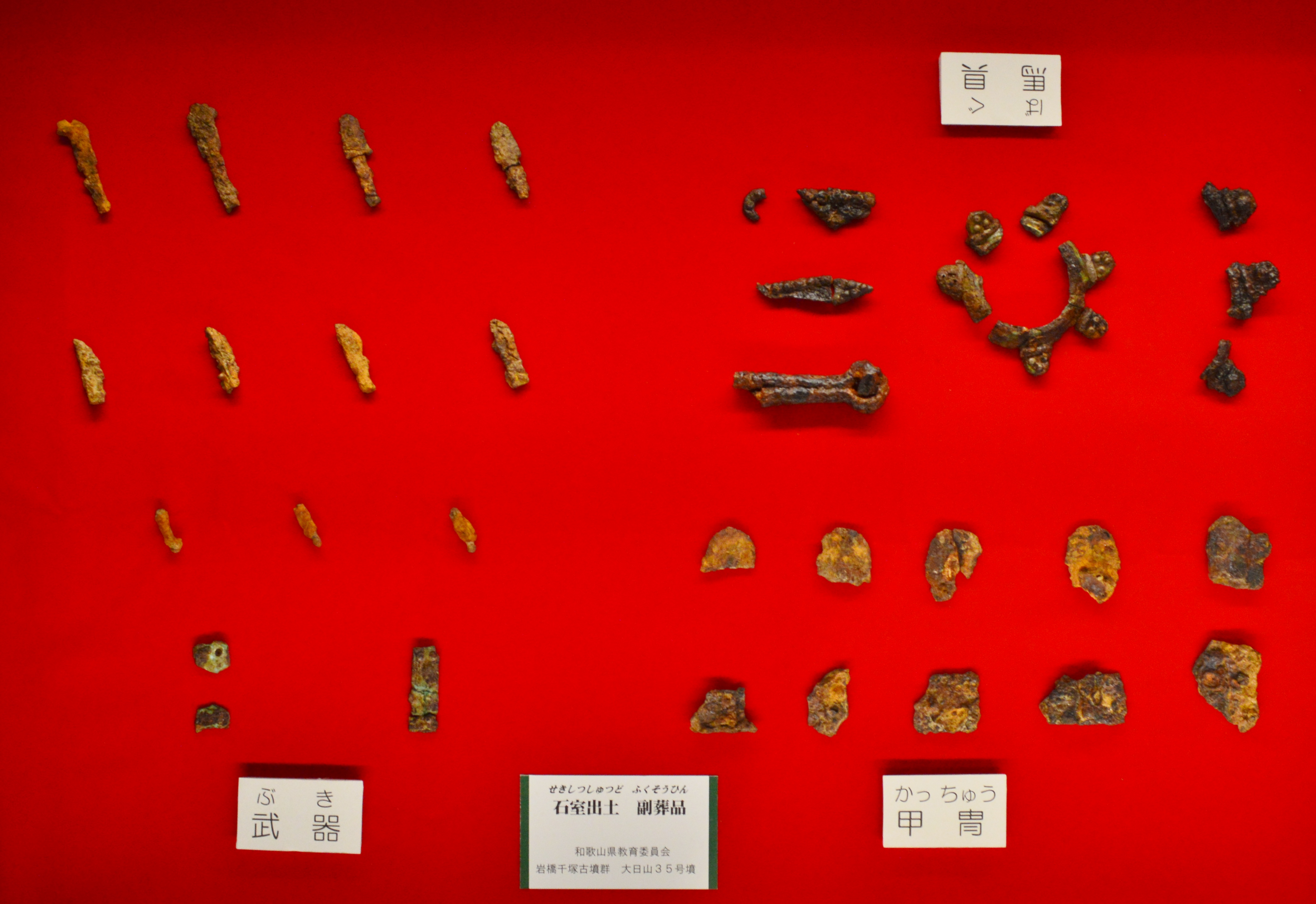
石室内副葬品和歌山県立紀伊風土記の丘展示。

大日山35号墳からの出土伝世品としては雲珠・鉄斧が知られる。また2003-2005年度（平成15-17年度）調査における石室からの出土品は次の通り。
- 装身具
  - 銀製梔子玉
  - 銀製空玉
  - 碧玉製平玉
  - 碧玉製管玉
  - ガラス製小玉
  - 滑石製臼玉
  - 土製丸玉
- 鉄製品
  - 武具
    - 鉄刀
    - 鉄鏃
    - 弓金具
    - 胡籙
    - 小札甲
    - 鋲留冑

  - 馬具
    - 貝製環状雲珠
    - 貝製環状辻金具
    - 革帯金具
    - 三葉文楕円形杏葉
    - 引手
    - 壺鐙
    - 鞍金具（磯金具、鞖金具）

  - 農耕具
    - 刀子
    - U字形鍬先
- 須恵器 - MT15-TK10型式。
  - 有蓋高坏
  - 有蓋高坏蓋
  - 壺
  - 器台
  - 装飾付須恵器の小型壺・動物・環

墳丘からの出土品としては埴輪・須恵器がある。埴輪のうちでは、円筒埴輪列が基壇テラス・墳丘1段目テラス・東西造出で確認されている。IV群系（紀伊型：明澄色胎土・横ハケ二次調整有り）・V群系（畿内型：黄褐色胎土・横ハケ二次調整無し）の2種類で、IV群系は1段目テラス・造出、V群系は基壇テラスで多く認められる。円筒埴輪列では5-6本に1本で朝顔形埴輪を含むが、こちらもIV群系・V群系の2種類からなる。
埴輪のうち形象埴輪は、墳丘両くびれ部の造出から多数が出土している。内容は次の通り。
- 家形埴輪
- 人物埴輪 - 盛装男子、武人、力士、巫女。両面人物埴輪は全国初例。
- 動物埴輪 - 馬、牛、猪、犬、水鳥、翼を広げた鳥。翼を広げた鳥は全国初例。
- 器財埴輪 - 大刀、胡籙、靫、蓋。胡籙は全国初例。

これらのうち家形埴輪・馬形埴輪の一部では今城塚古墳（大阪府高槻市、真の継体天皇陵か）との共通性が指摘される。
墳丘出土の須恵器としては、両造出で甕が据えられた状態で出土しているほか、器台・高坏・坏も出土している。造出上の須恵器の周辺では埴輪の出土が少なく、埴輪の空間・須恵器の空間の棲み分けが指摘される。これら墳丘出土の須恵器は、石室内出土の須恵器とも時期的に一致する。

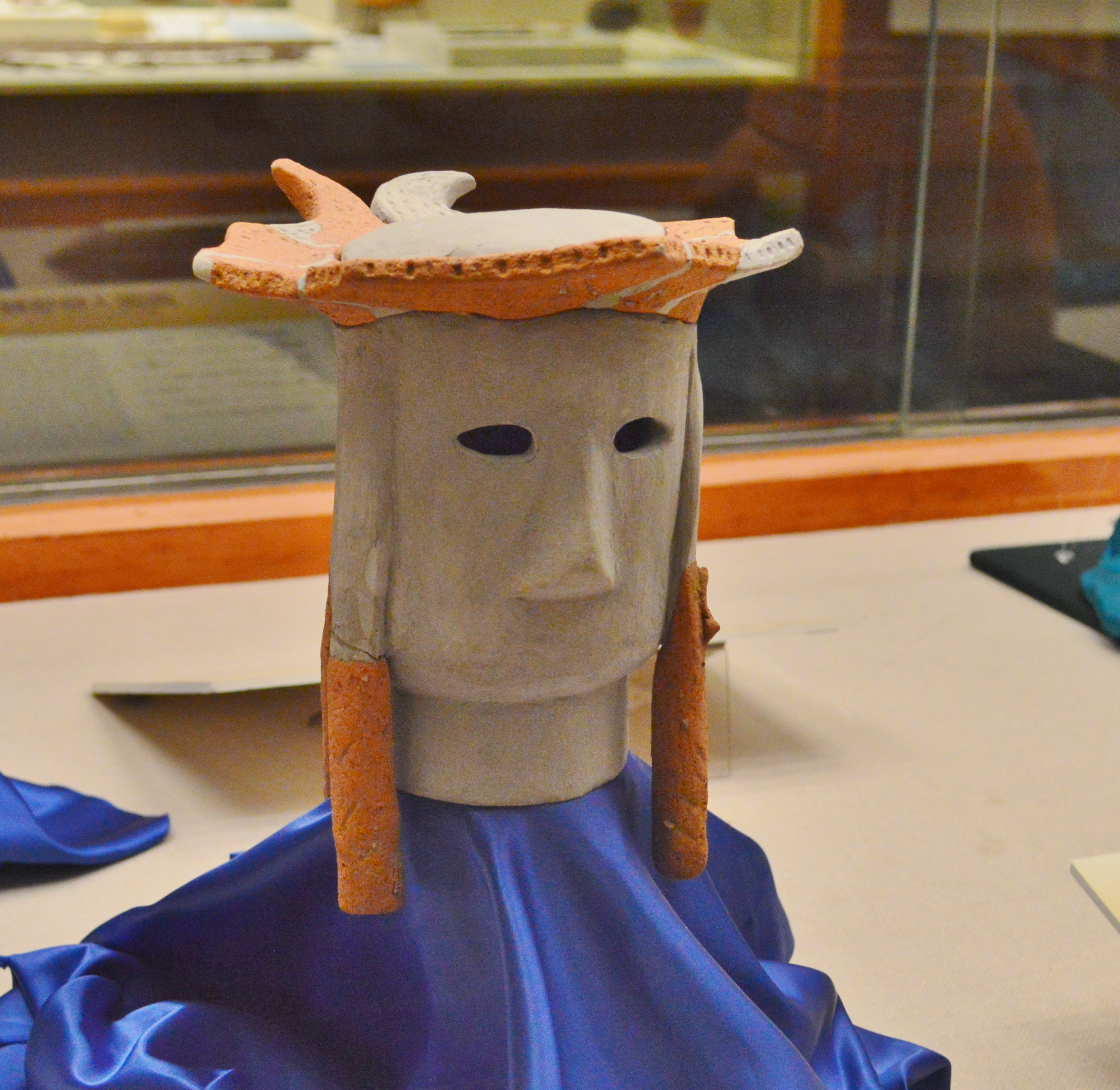
双脚輪状文形冠帽をかぶった人物埴輪 和歌山県立紀伊風土記の丘展示（他画像も同様）。
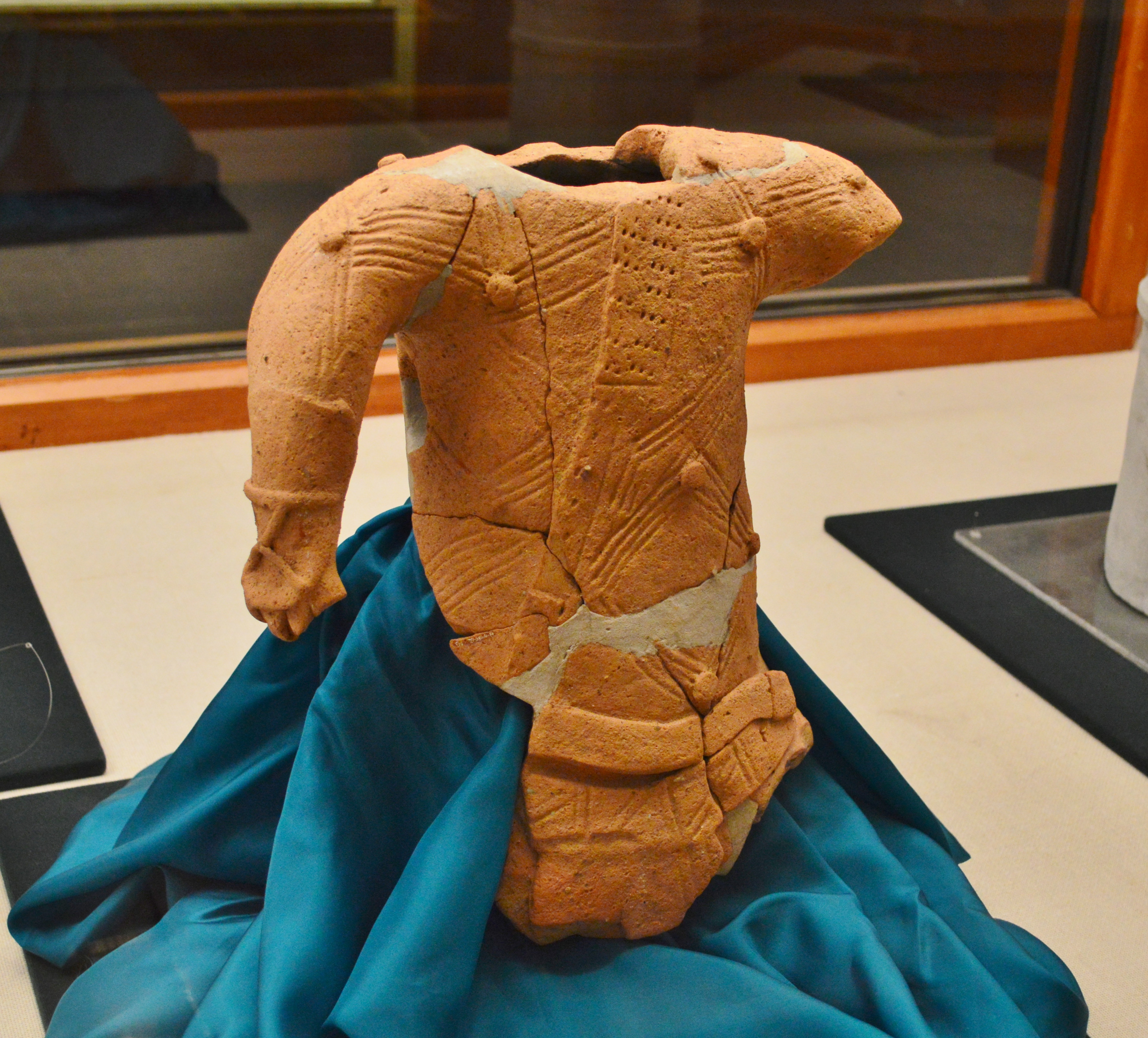
盛装男子埴輪
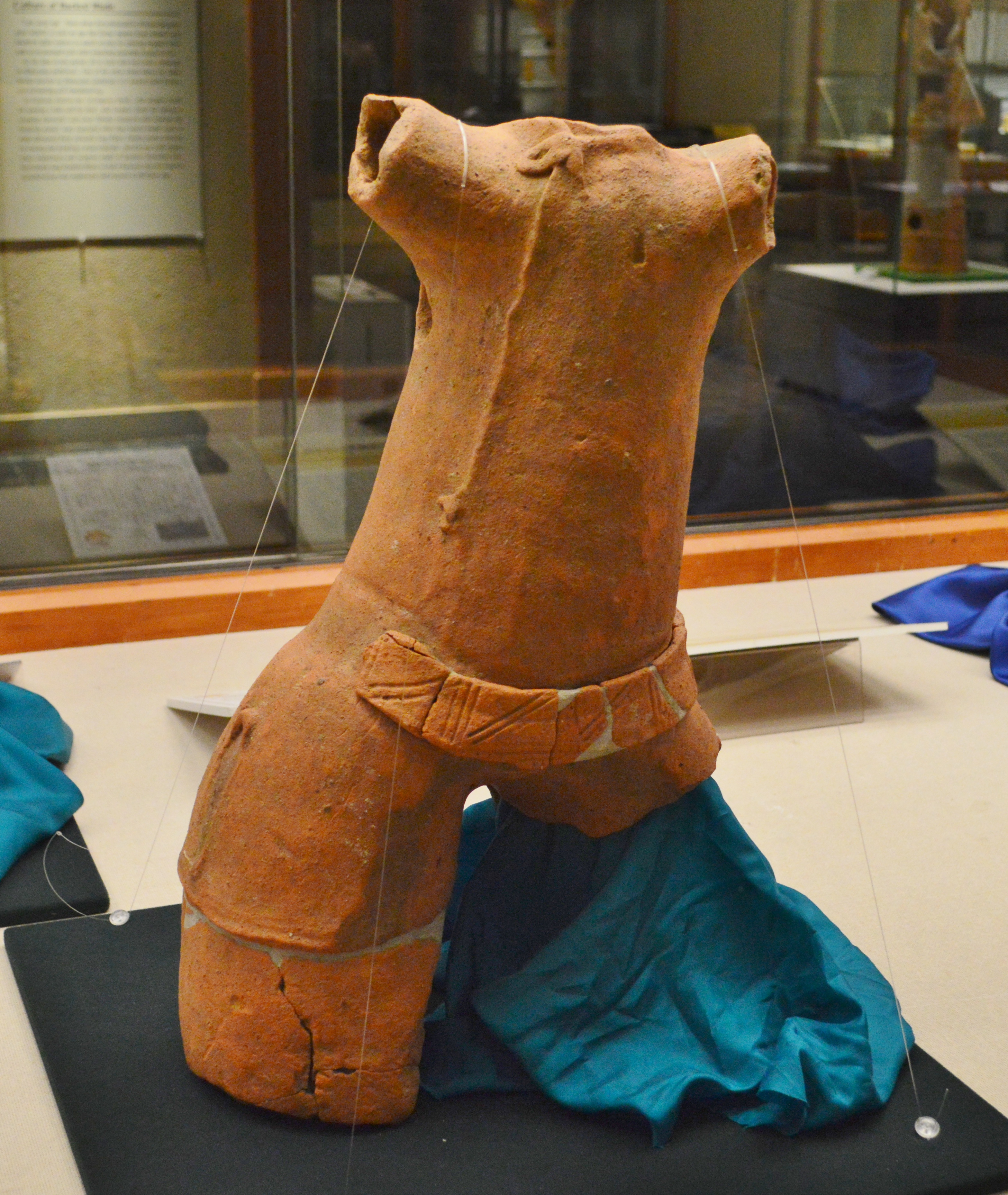
両手をあげる人物埴輪
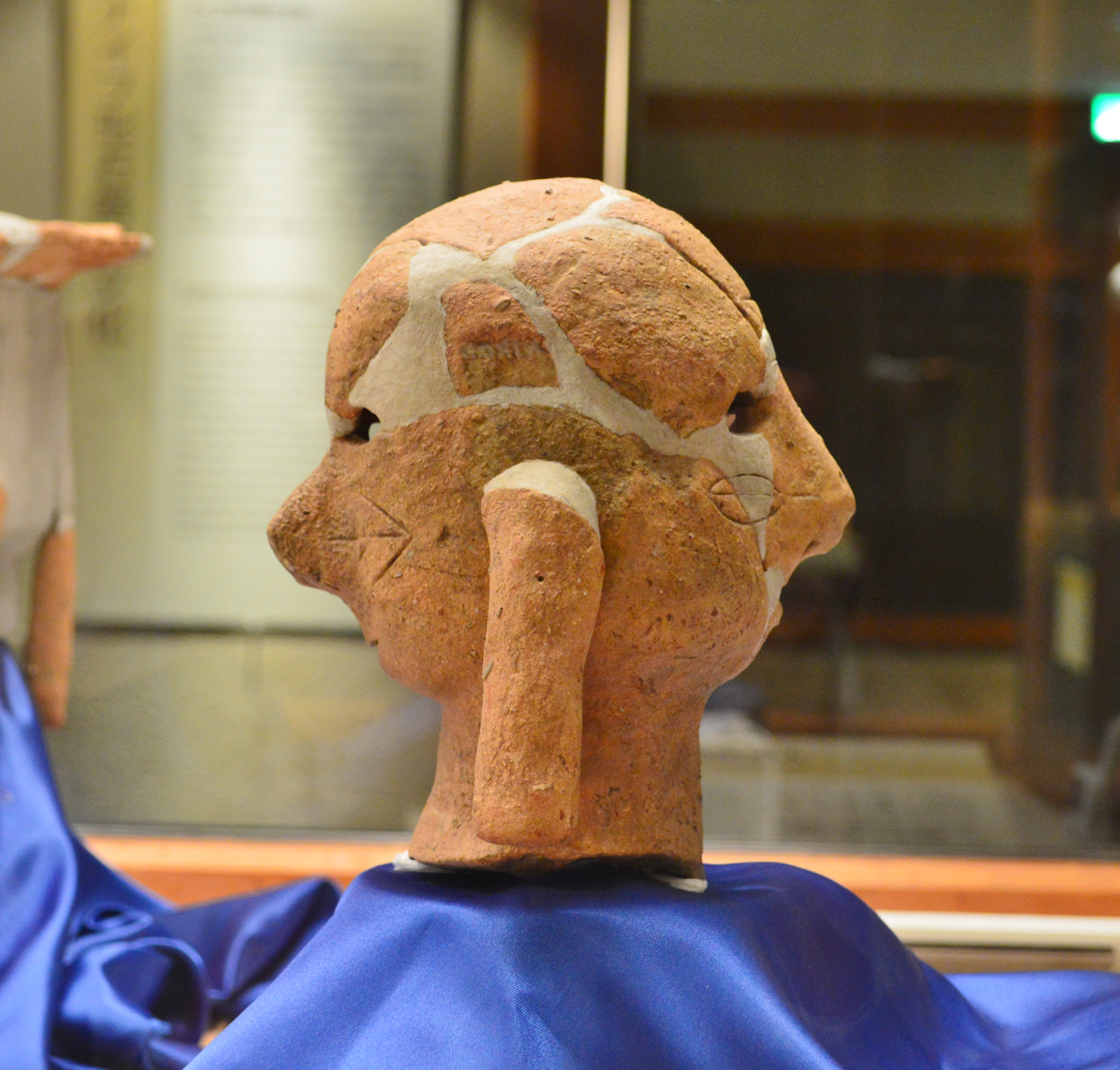
両面人物埴輪（複製）
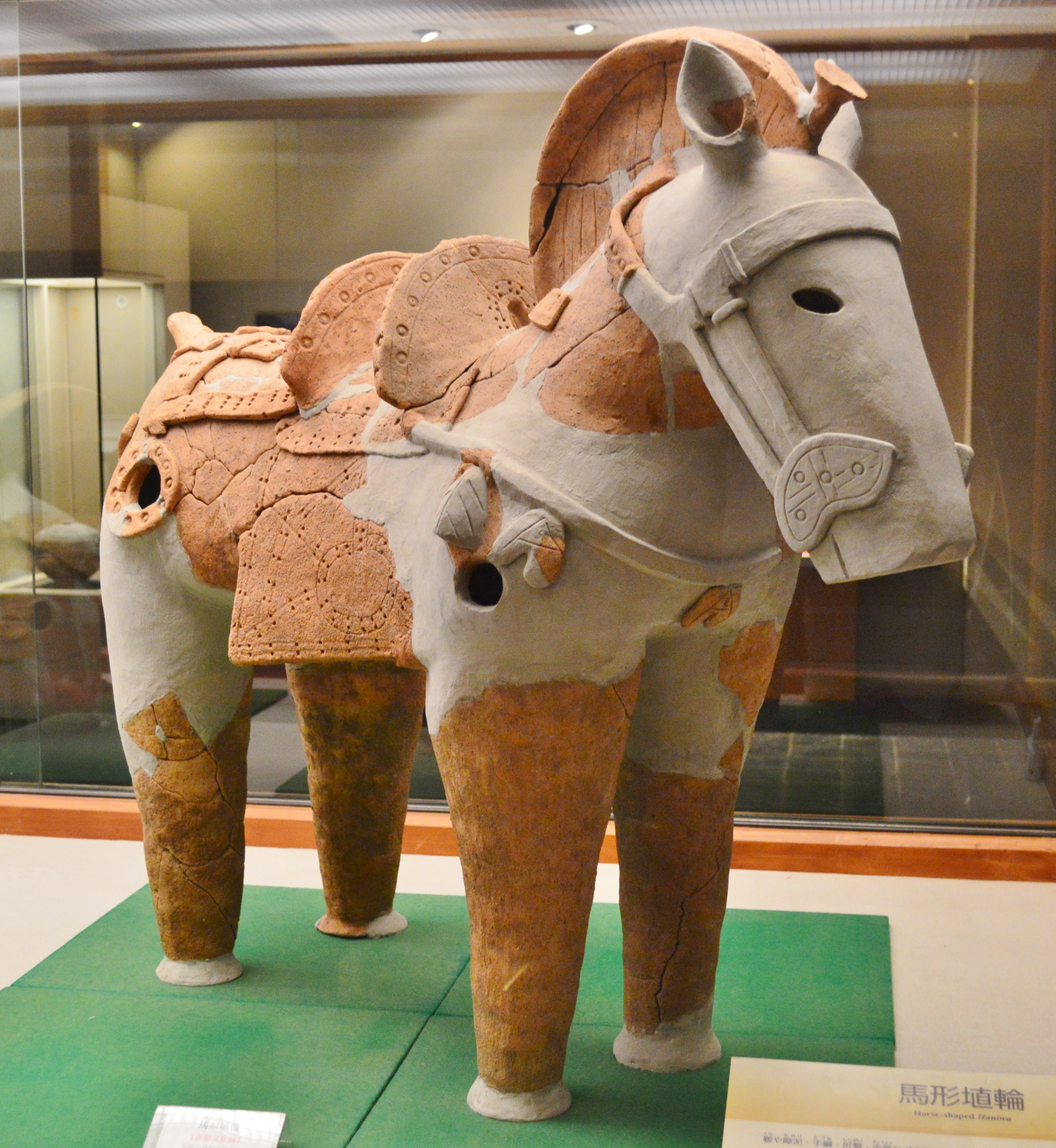
馬形埴輪
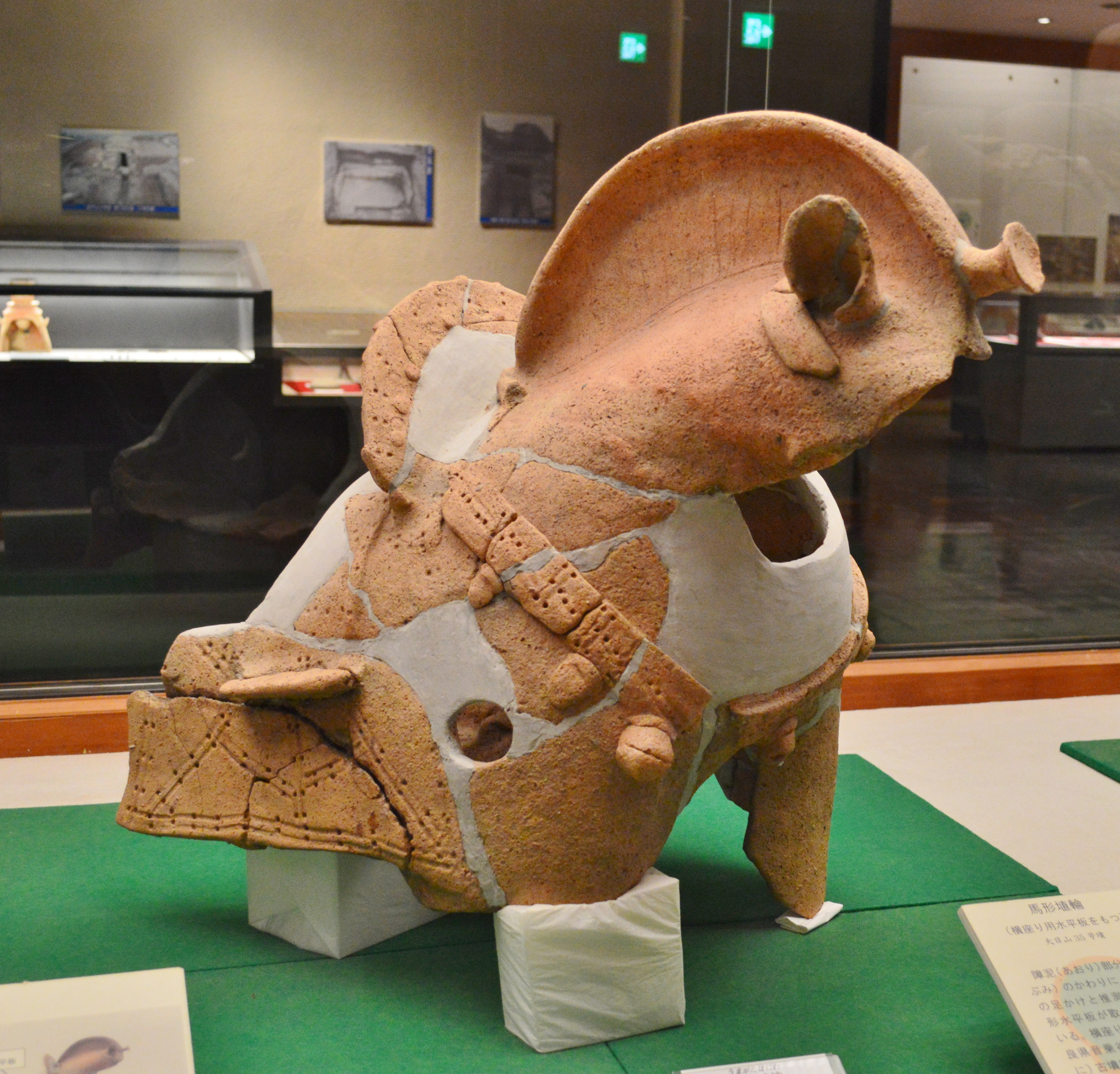
馬形埴輪（横座り用水平板あり）
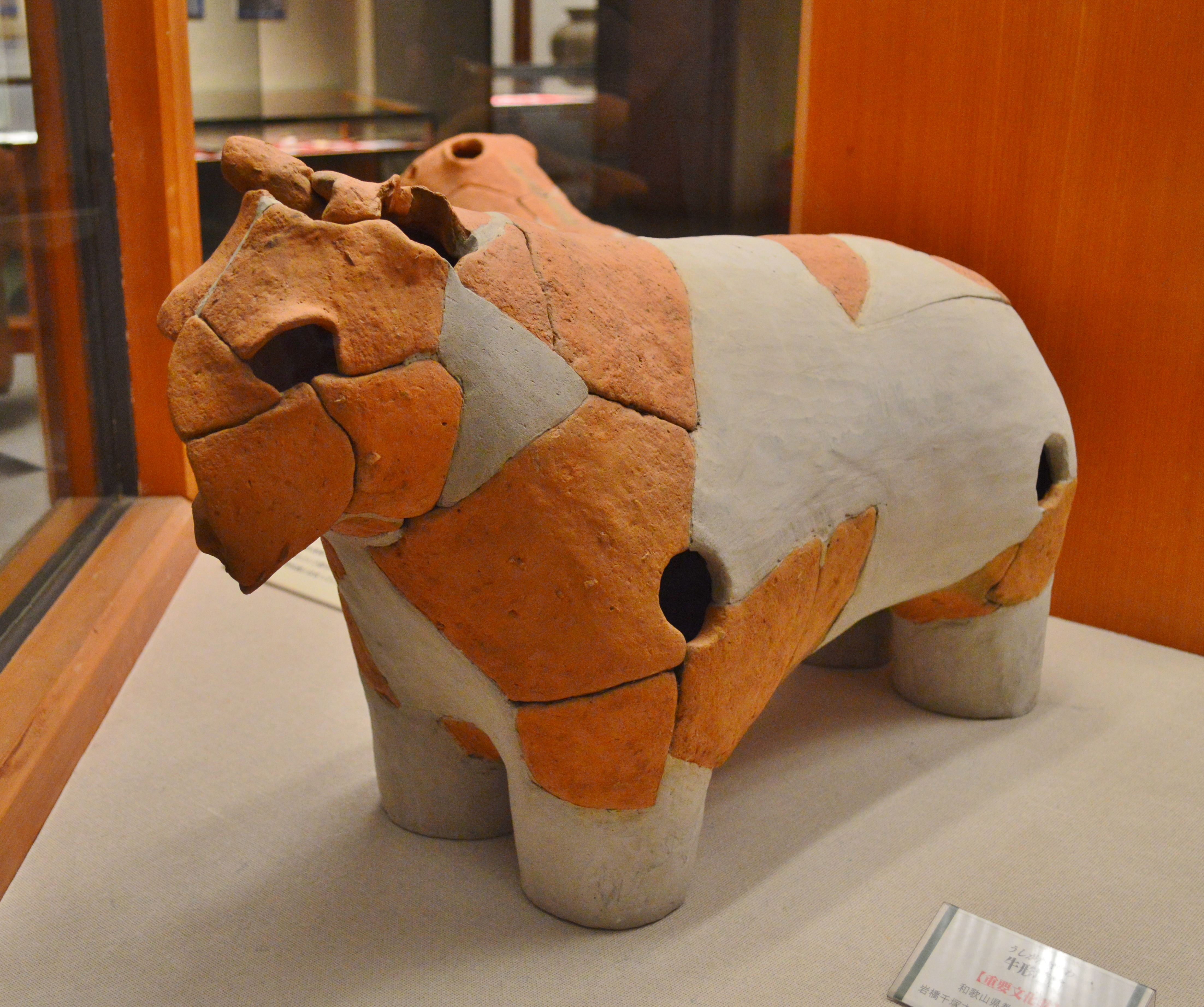
牛形埴輪
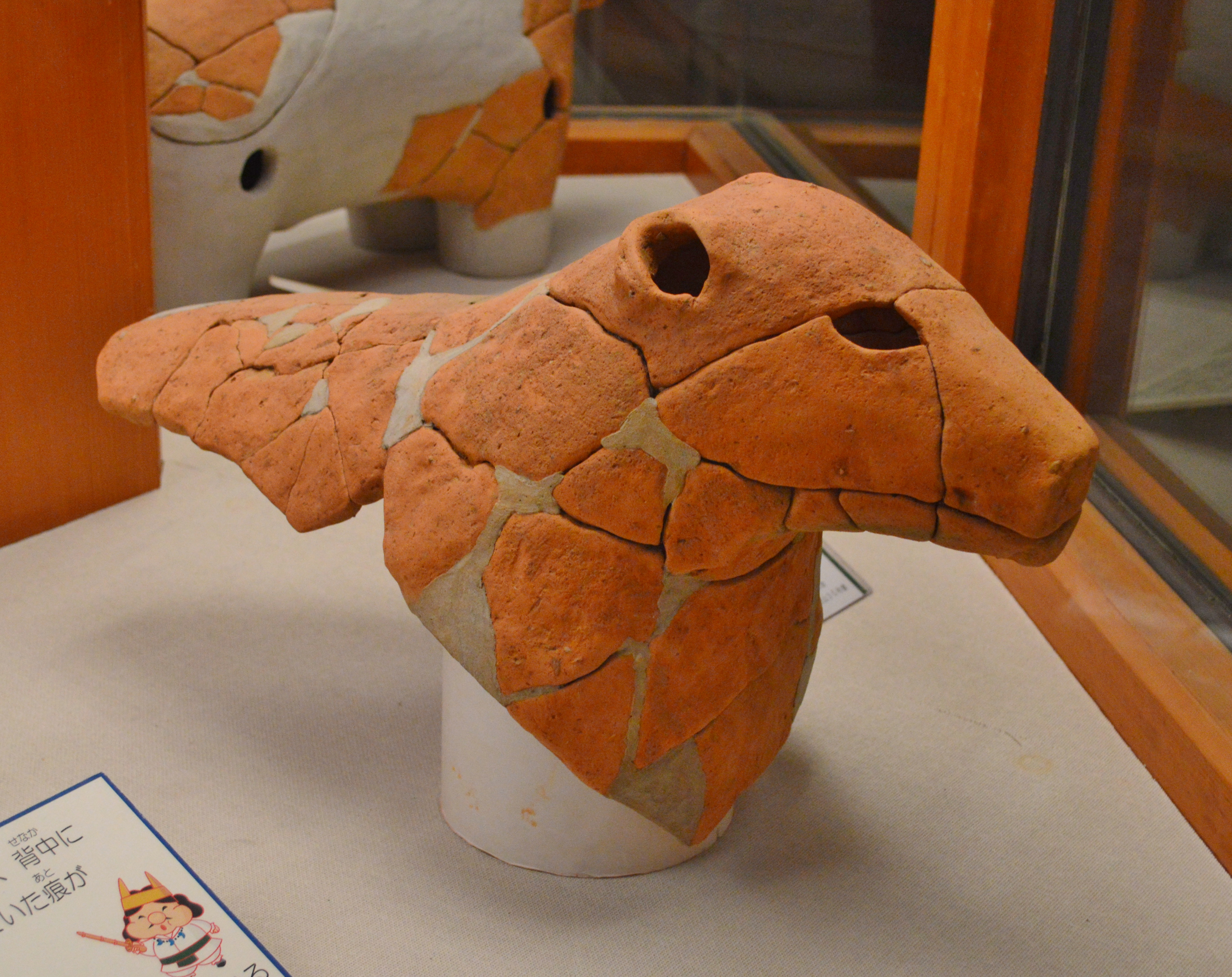
猪形埴輪
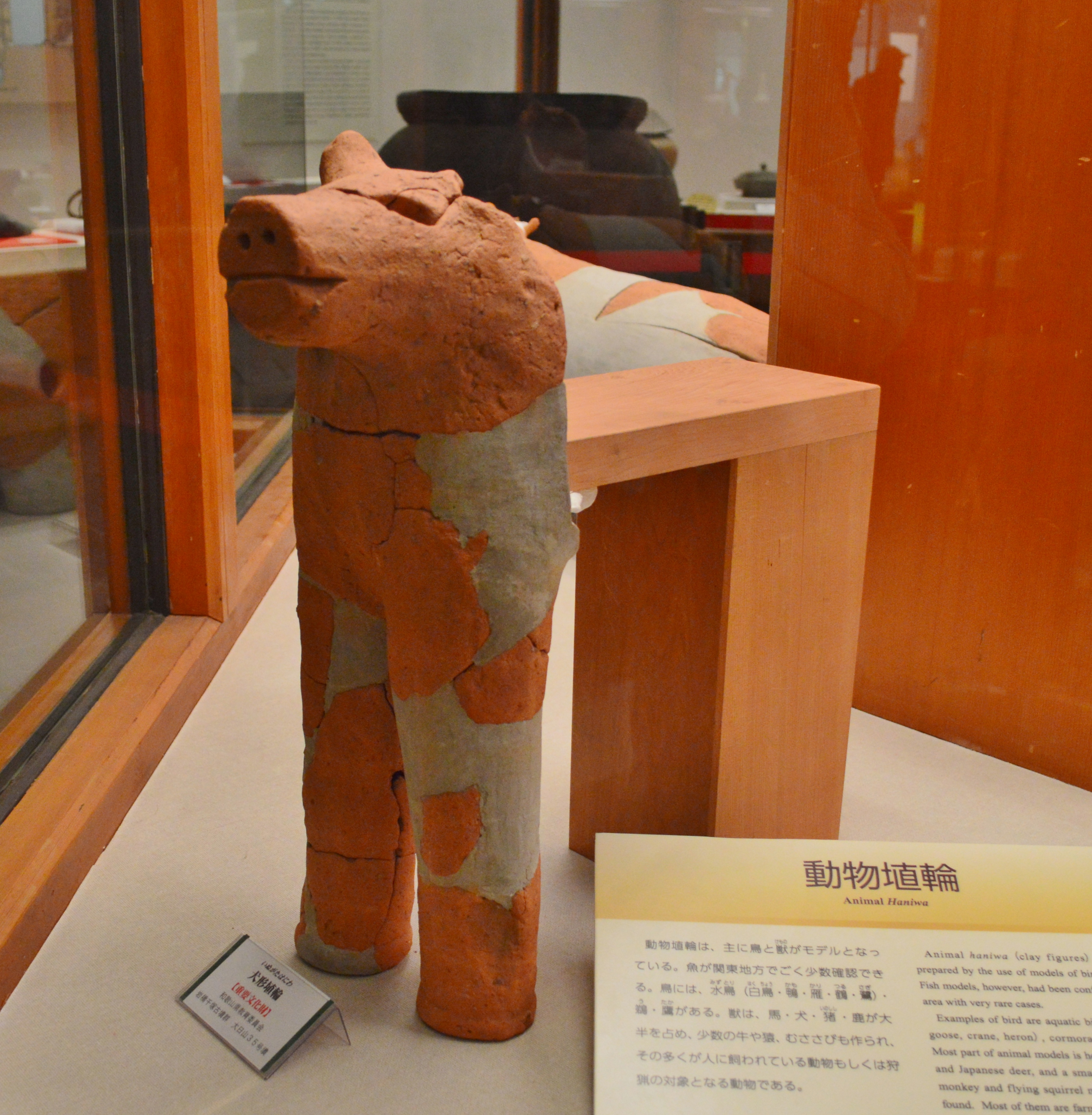
犬形埴輪
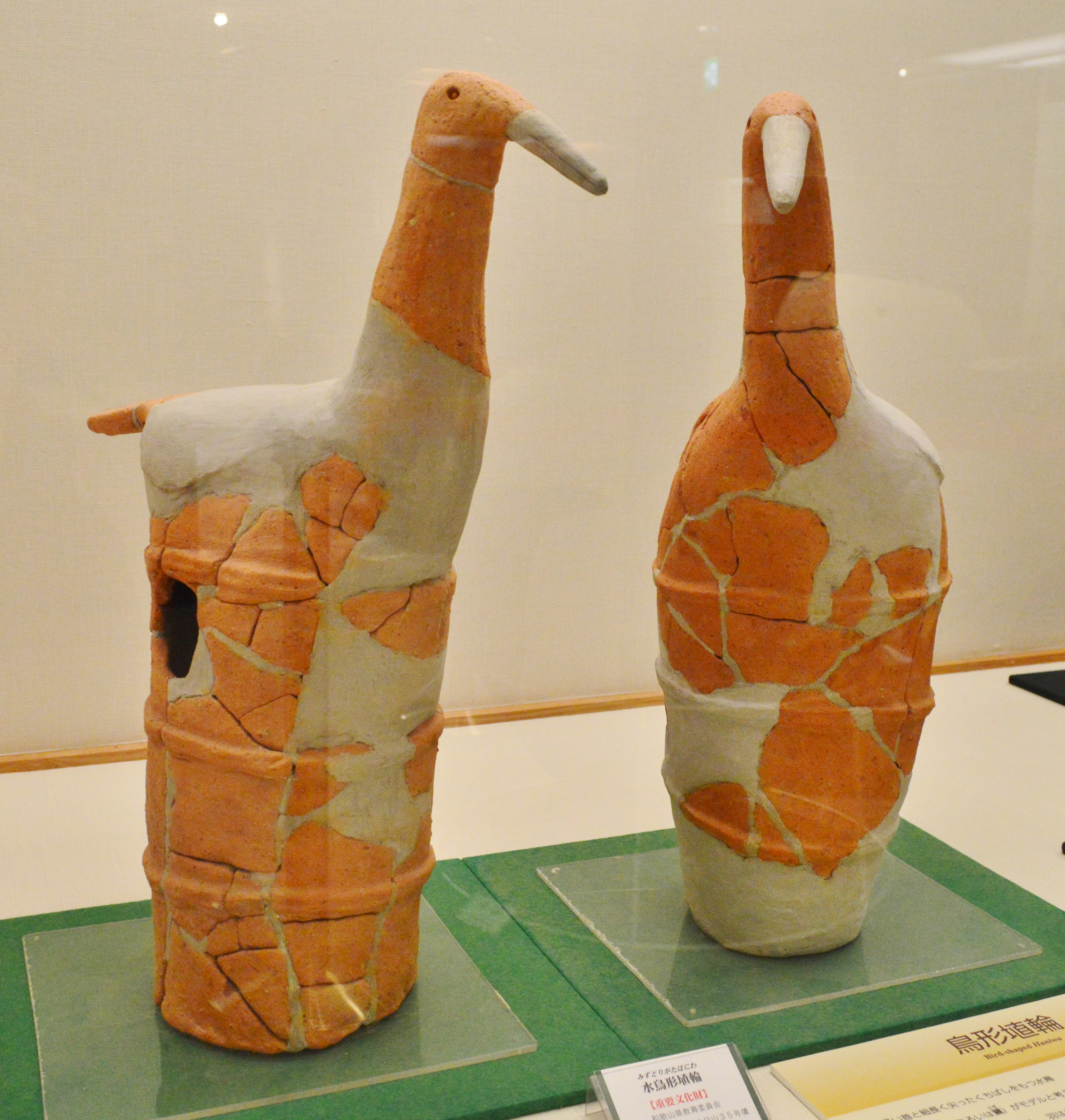
水鳥形埴輪
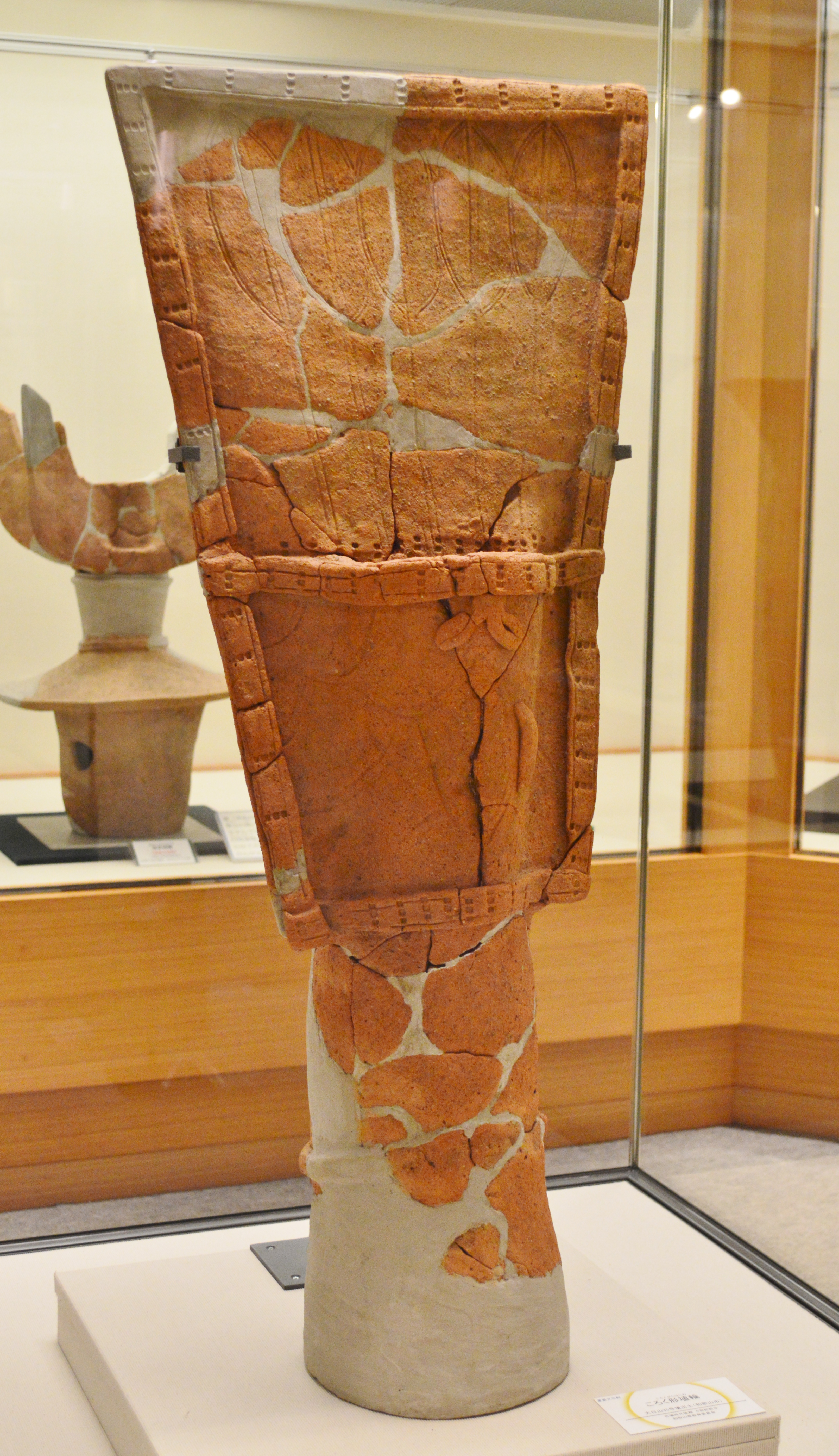
胡籙形埴輪
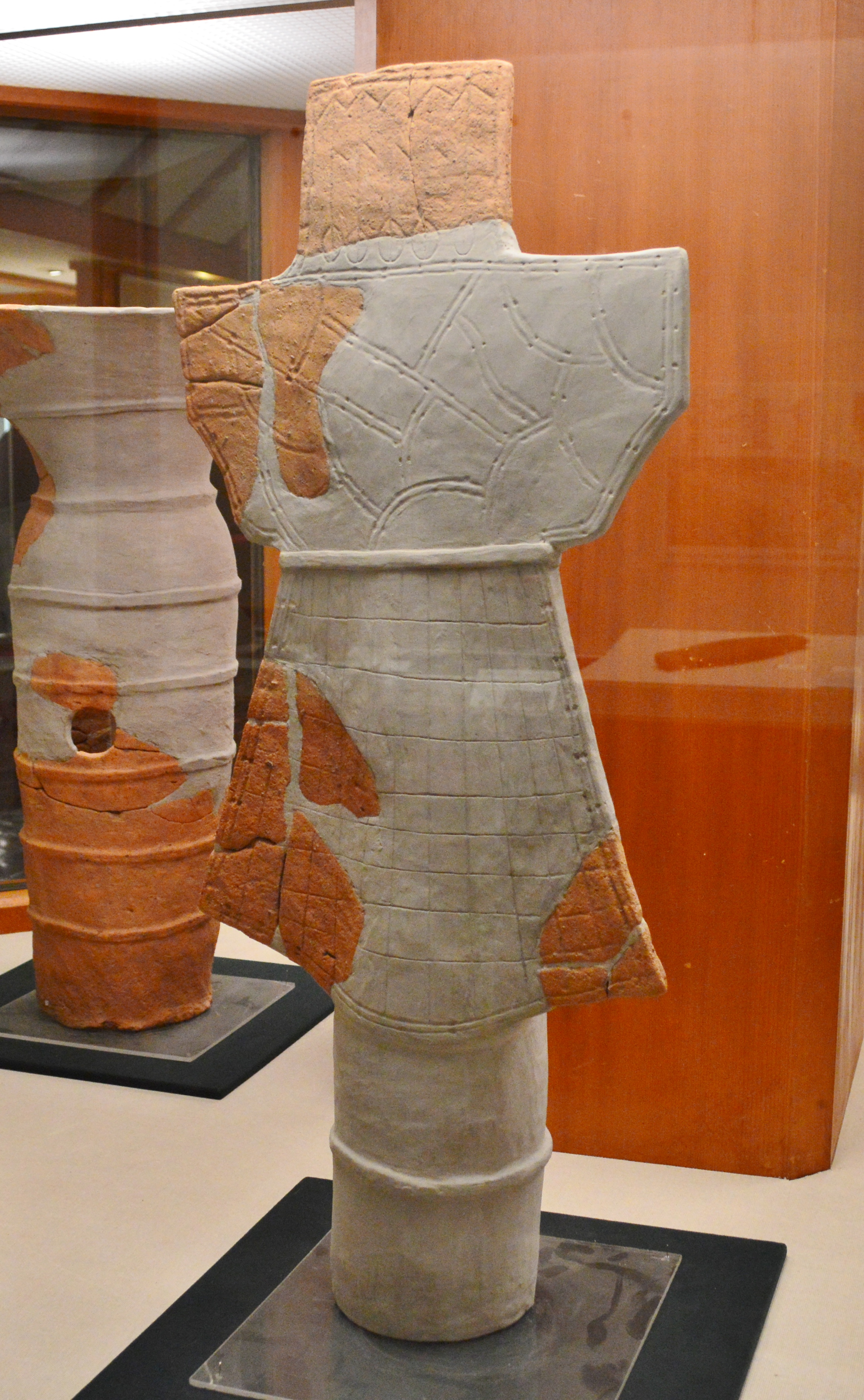
靫形埴輪
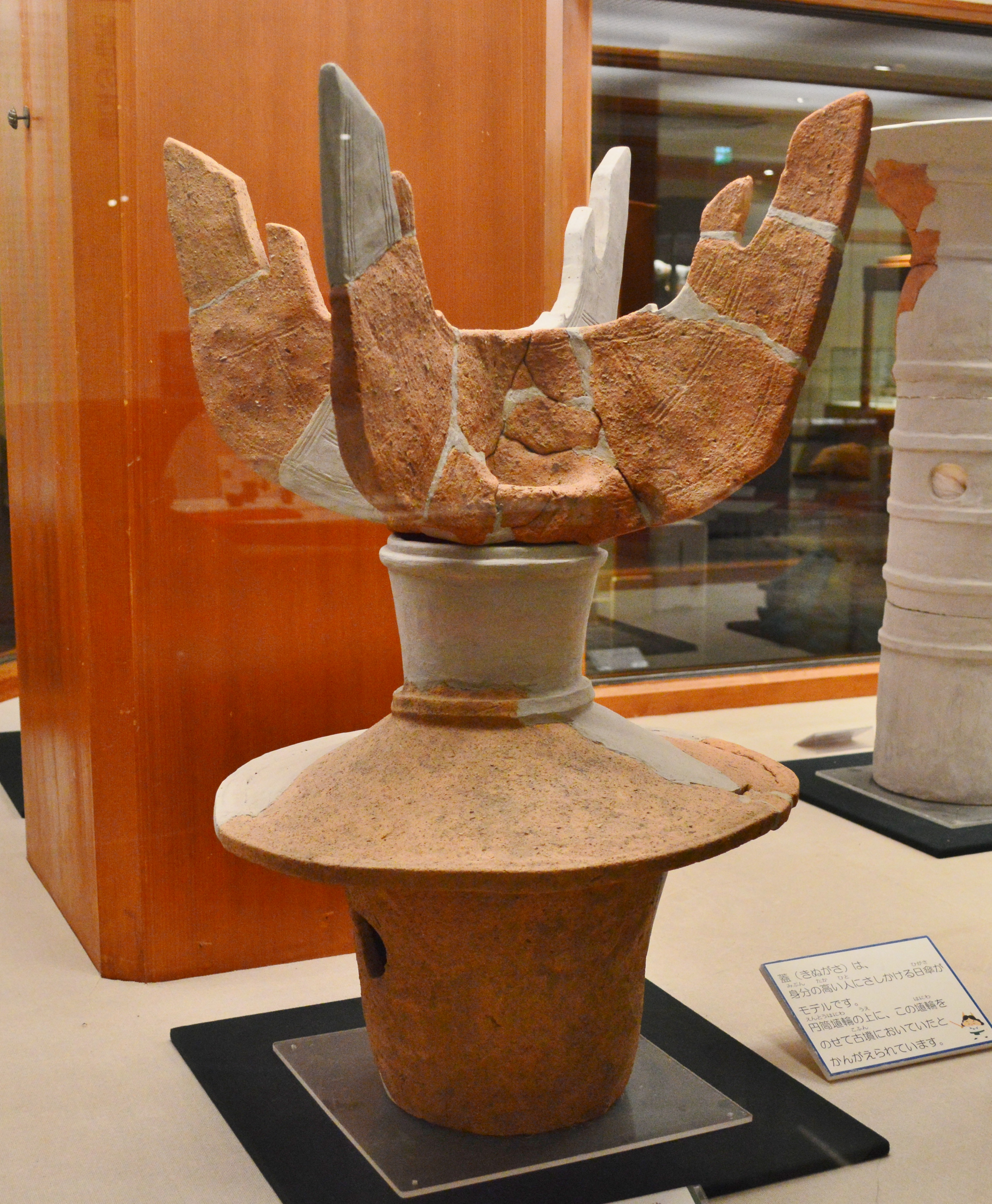
蓋形埴輪
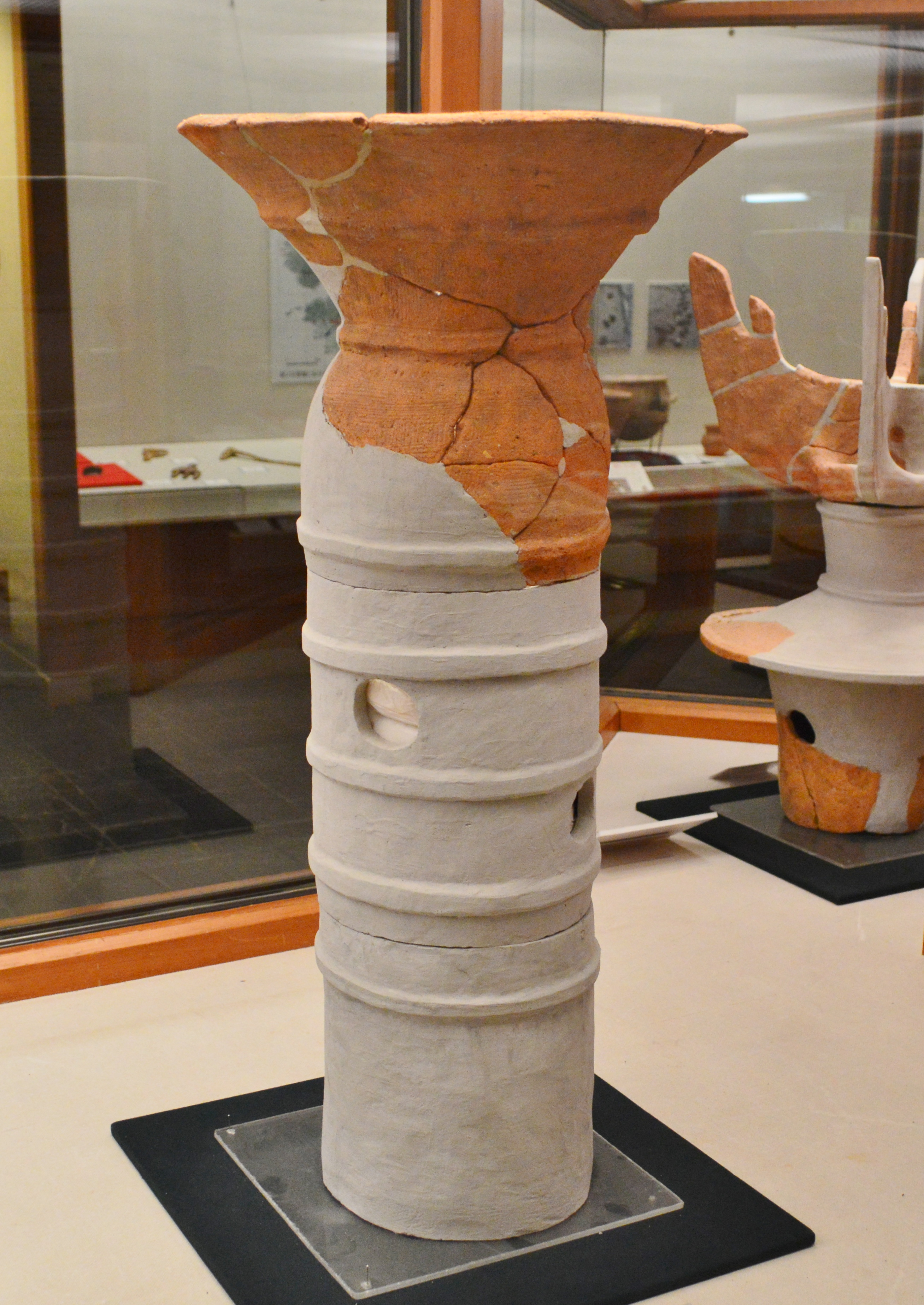
朝顔形円筒埴輪（IV群系：紀伊型）
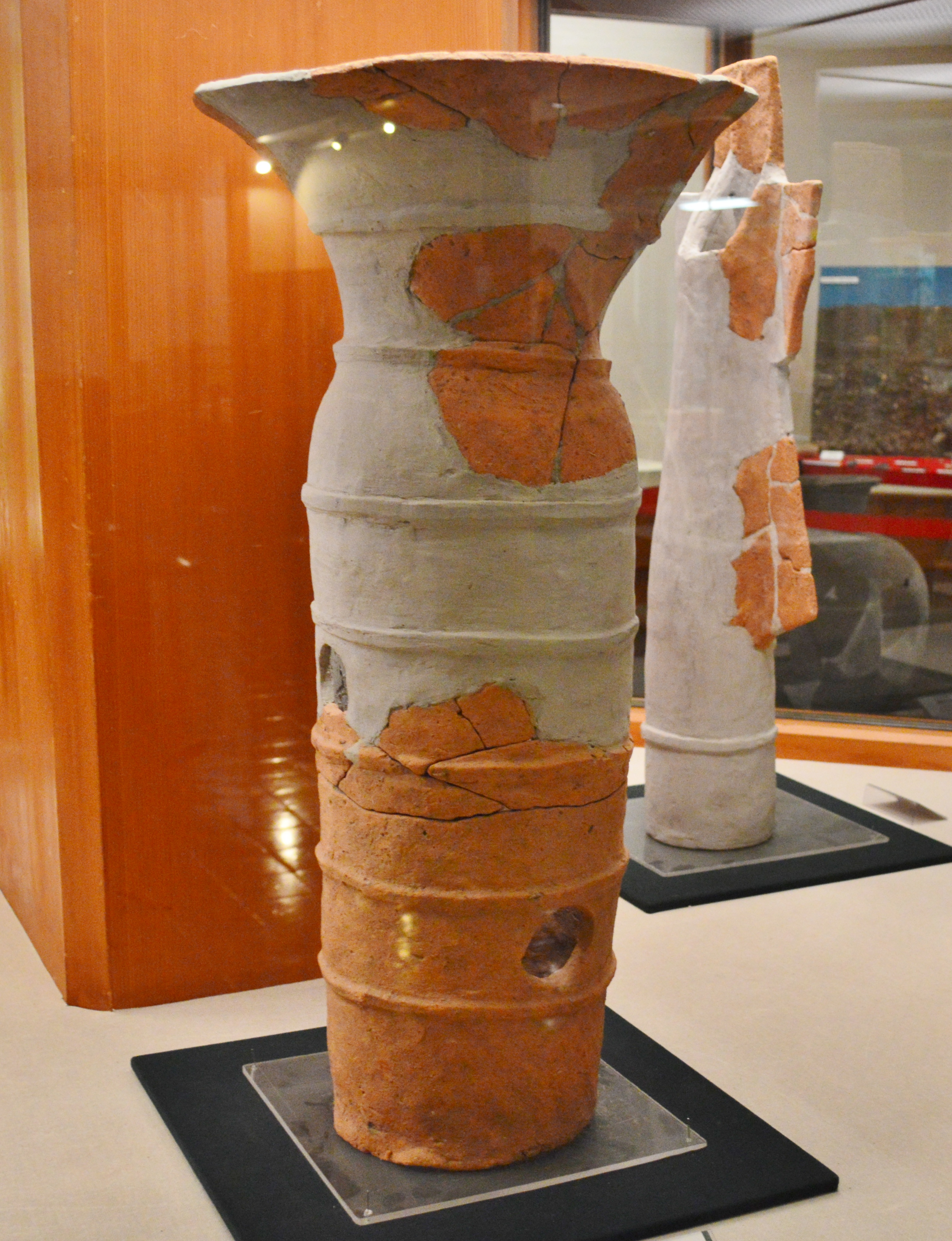
朝顔形円筒埴輪（V群系：畿内型）
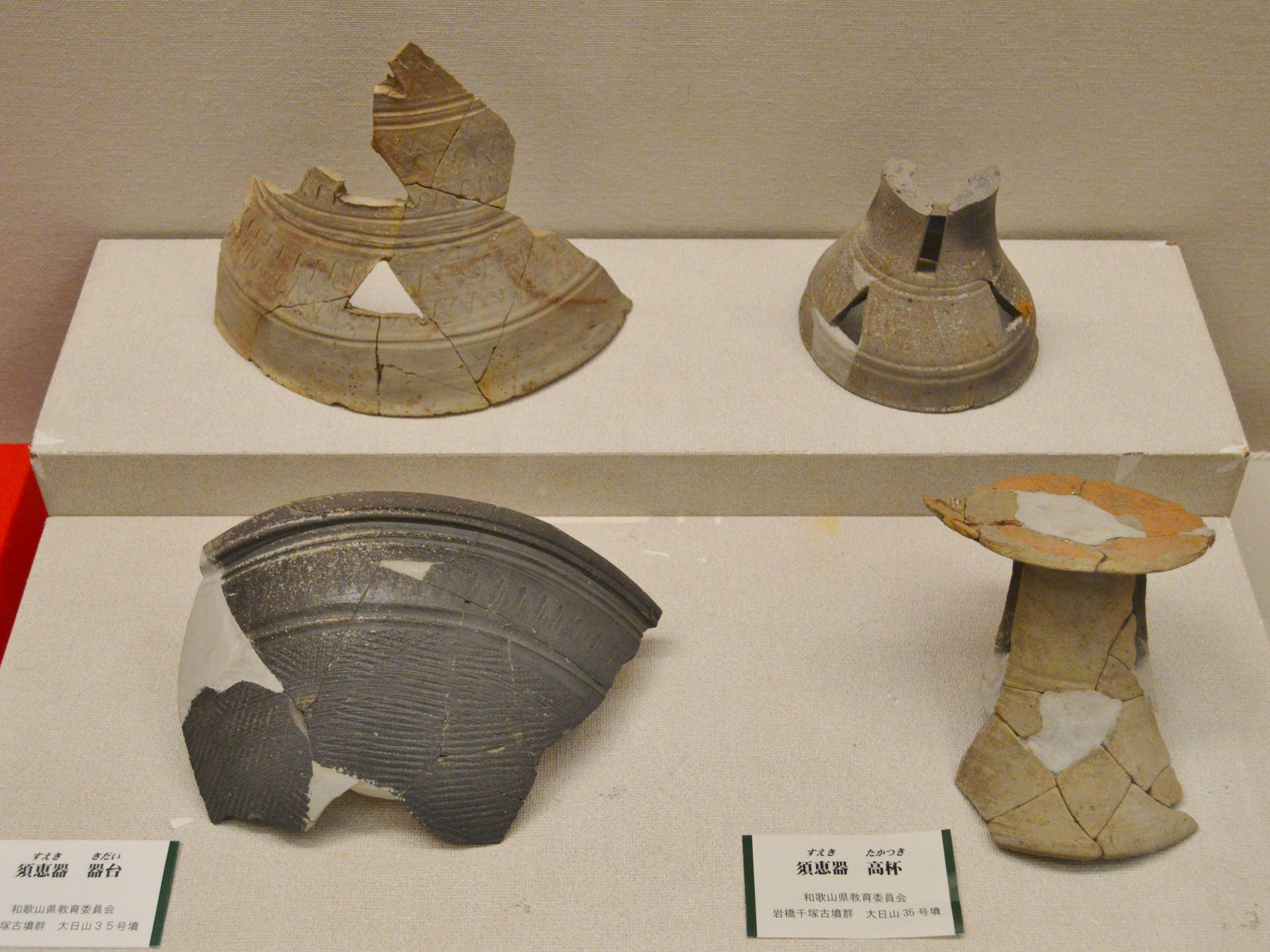
須恵器群
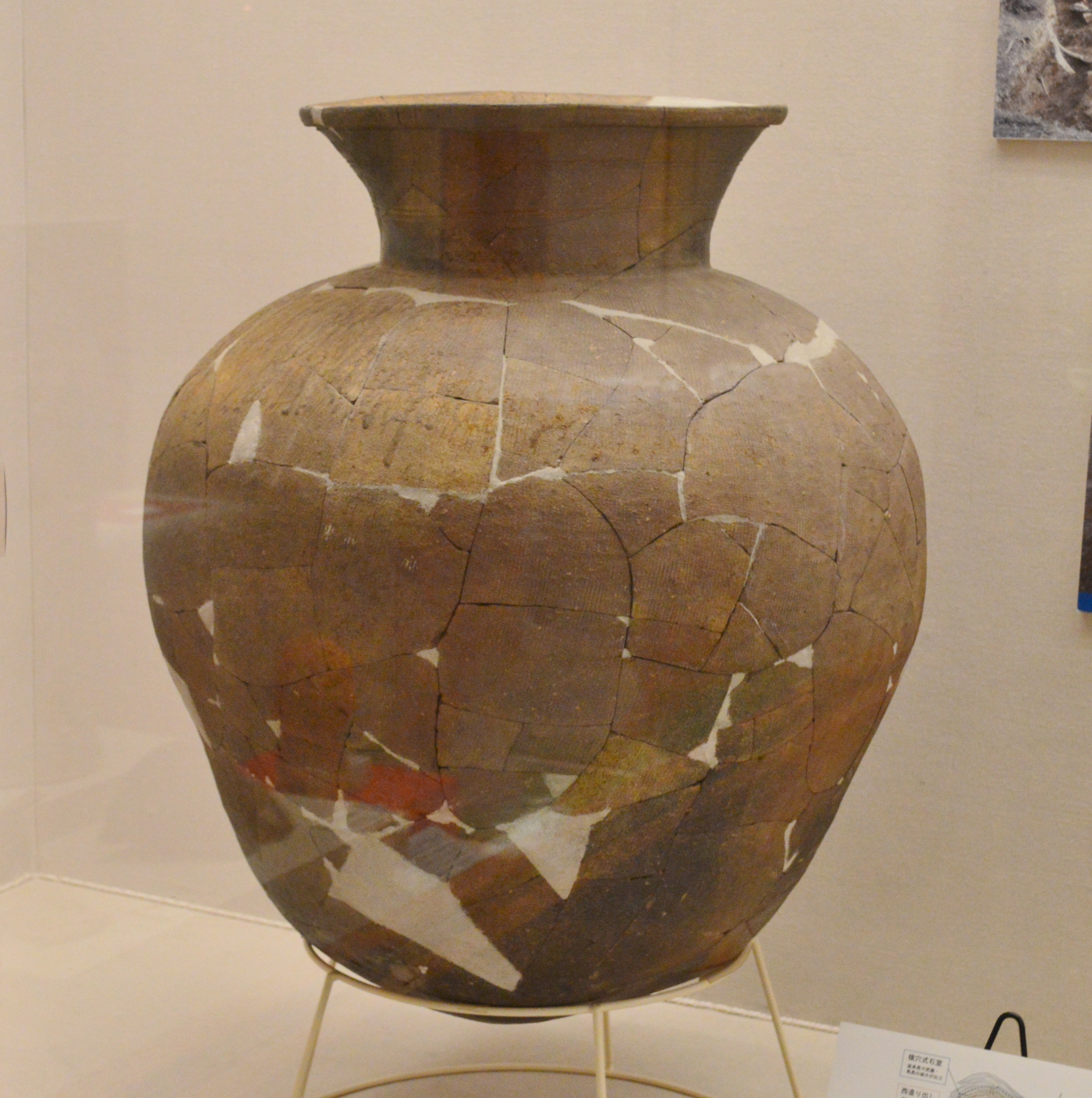
須恵器 大甕
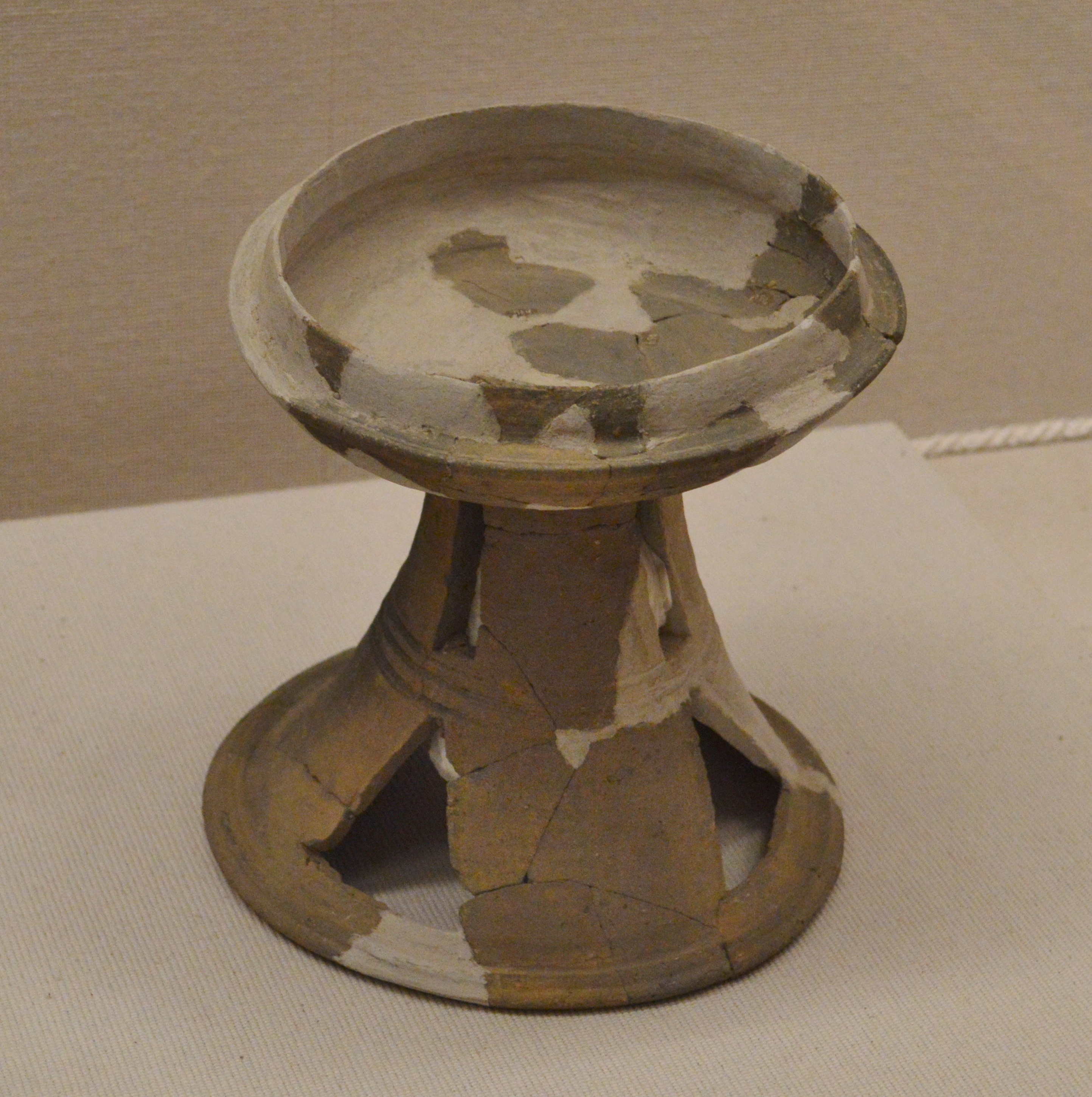
須恵器 有蓋高坏

## 文化財

### 重要文化財（国指定）
- 和歌山県大日山35号墳出土品 一括（考古資料） - 明細は以下。和歌山県立紀伊風土記の丘保管。2016年（平成28年）8月17日指定[6]。
  - 埴輪 25点
  - 須恵器 6点
  - 附 埴輪残欠 10点
  - 附 須恵器残欠 2点

## 関連施設
- 和歌山県立紀伊風土記の丘（和歌山市岩橋） - 大日山35号墳の出土品を保管。

## 関連文献
（記事執筆に使用していない関連文献）
- 藤井幸司「大日山35号墳の調査成果」『日本考古学』第19号、日本考古学協会、2005年、129-141頁、doi:10.11215/nihonkokogaku1994.12.129。
- 丹野拓・米田文孝『紀国造家の実像をさぐる 岩橋千塚古墳群』新泉社〈シリーズ「遺跡を学ぶ」126〉、2018年。hdl:2324/1001660234。ISBN 9784787718365。